# Kosmos 58
Kosmos 58 – radziecki eksperymentalny satelita meteorologiczny, drugi satelita meteorologiczny wystrzelony z kosmodromu Bajkonur (lub trzeci, jeśli uwzględni się satelitę rozpoznawczego Kosmos 45, który również prowadził badania meteorologiczne). Prototyp statków serii Meteor 1, zainaugurowanej lotem Kosmos 122.
Jego misją było sprawdzenie funkcjonowania podstawowych elementów wyposażenia przyszłych satelitów Meteor, w tym anteny pracującej na częstotliwości 90 MHz i 137,3 MHz (przesyłanie zdjęć). Testowano też proste kamery TV (rozdzielczość 0,7×1,4 km, z wys. 1000 km, w nadirze) i podczerwieni (zakres 8–12 μm, rozdzielczość 8 km), oraz instrumenty aktynometryczne, które prawdopodobnie nie działały poprawnie. Dane były przesyłanie do stacji naziemnych w Moskwie, Nowosybirsku i Chabarowsku.